# Cattedrale di Basco
La cattedrale dell'Immacolata Concezione (in filippino: Katedral ng Kalinis-linisang Paglilihi), conosciuta anche come Parrocchia di San Domenico di Guzman e Cattedrale di Basco, è il principale luogo di culto della municipalità di Basco, Batanes, in Filippine, sede della prelatura territoriale di Batanes.